# Mary Beale
Mary Beale (rojena Mary Cradock), angleški slikarka, * 26. marec 1633, Barrow, Suffolk, † 1699.
Beale velja za prvo angleško profesionalno slikarko.